# Nanwei (köpinghuvudort i Kina, Shaanxi, lat 34,36, long 108,54)
Nanwei (kinesiska: 南位, 南位镇) är en köpinghuvudort i Kina. Den ligger i provinsen Shaanxi, i den nordvästra delen av landet, omkring 34 kilometer väster om provinshuvudstaden Xi'an. Antalet invånare är 33 982. Befolkningen består av 16 513 kvinnor och 17 469 män. Barn under 15 år utgör 17,0 %, vuxna 15-64 år 72 %, och äldre över 65 år 9,0 %.
Runt Nanwei är det mycket tätbefolkat, med 1 221 invånare per kvadratkilometer. Närmaste större samhälle är Xianyang, 14,9 km öster om Nanwei. Trakten runt Nanwei består till största delen av jordbruksmark.
Genomsnittlig årsnederbörd är 669 millimeter. Den regnigaste månaden är september, med i genomsnitt 149 mm nederbörd, och den torraste är december, med 1 mm nederbörd.